# تحت القبة العثماني

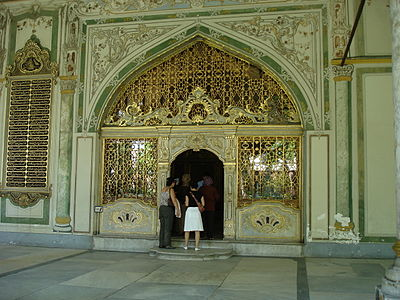

تحت القبة أو كُبّة ألطي أو ديوان خانه (بالتركية: Kubbealtı)‏ هو المكان الذي كان يَعقد فيه الصدر الأعظم وغيره من مسؤولي الدولة اجتماعات ديوان الدولة "الديوان الهمايوني" خلال فترة الدولة العثمانية. وكانت تُناقش فيه شؤون الدولة وتتخذ القرارات. وهو يقع في الغرفة الواقعة تحت برج العدل داخل قصر طوب قابي التركي في إسطنبول، حيث كانت تعقد اجتماعات المجلس الإمبراطوري.

## التاريخ
تم بناء الهيكل الأول من الخشب خلال فترة حكم السلطان محمد الفاتح (1451-1481). ثم أعيد بناؤه بين عامي 1527 و1529 في عهد السلطان سليمان القانوني على يد كبير المهندسين المعماريين علاء الدين. وخلال فترات مختلفة، خضع الهيكل للعديد من الإصلاحات والتعديلات. وفي القرن السادس عشر، غُطيت الجدران الداخلية للمبنى بالرخام، كما تعود بعض الزخارف، وكذلك أعمدة وأقواس الرواق إلى تلك الفترة. ويعود مظهره الحالي إلى عام 1792 خلال فترة حكم السلطان سليم الثالث بعد إجراء تجديدات وإضافات. وأُجريت عليه إصلاحات مرة أخرى في عام 1819 خلال عهد السلطان محمود الثاني، وتضم واجهته نقشين: أحدهما يعود إلى عهد السلطان سليم الثالث والآخر إلى عهد السلطان محمود الثاني.
يتألف الهيكل من قباب، ولذلك أُطلق على الغرف السفلية اسم كُبّة ألطي (تحت القبة). أما الوزراء الذين تم تكليفهم بالعمل هنا فكانوا يُطلق عليهم اسم وزراء كبّة ألطي.

## استخدامات المكان
يمكن رؤية هذا الهيكل من جميع أنحاء القصر ويتم الدخول إليه عبر البوابة الوسطى. يتألف كُبّة ألطي من ثلاثة أقسام:
1. الديوان الهمايوني: وهو أول مكان مقبب في الفناء.
2. قلم الديوان الهمايوني: المسؤول عن صياغة القرارات.
3. دفترخانة: حيث تُحفَظ السجلات والوثائق.

وقد استخدامت القاعات الثلاث داخل كُبّة ألطي كما يلي: القسم الأيسر: كان يُستخدم من قِبل أعضاء الديوان. كان وزراء كُبّة ألطي وقضاة الأناضول وروملي (رئيسًا القضاء) يجلسون على الأرائك المحيطة بالغرفة. وكان الصدر الأعظم يجلس في الموقع المركزي.عند الحاجة، كان شيخ الإسلام (العالم الديني الأعلى) يشارك في الاجتماعات. وكان السلطان يُشاهد اجتماعات الديوان من نافذة مشبكة تُسمى قصر العدل (Kasr-ı Adil)، وتقع فوق مقعد الصدر الأعظم.

### اجتماعات الديوان الهمايوني
كان الديوان الهمايوني ينعقد أربعة أيام في الأسبوع: الاثنين، الثلاثاء، السبت، والأحد. في هذه الاجتماعات، كان رجال الدولة العثمانيون يجتمعون، وغالبًا برئاسة الصدر الأعظم، لمناقشة شؤون الدولة، معالجة القضايا غير المحلولة في الأقاليم، واستقبال السفراء الأجانب. كما كانت تُعقد مراسم زواج بنات السلطان هنا. الأنشطة بعد الاجتماعات: بعد انتهاء اجتماع الديوان، كانت تُقام ثلاث موائد طعام تحت القبة، وكان الجميع يجلس في أماكنهم المخصصة. بعد تناول الطعام، كان الصدر الأعظم يعرض قرارات الديوان على السلطان ويتلقى توجيهاته. كما يوجد استخدامات أخرى لكُبّة ألطي إلى جانب اجتماعات الديوان، حيثُ كان يُستخدم لعقد اجتماعات مهمة أخرى، مثل: مغادرة وعودة الجيش من الحملات العسكرية، الاحتفالات الدينية، تغييرات العرش، استقبال السفراء الأجانب.